# Citharichthys arenaceus
Citharichthys arenaceus es una especie de pez del género Citharichthys, familia Paralichthyidae. Fue descrita científicamente por Evermann & Marsh en 1900.
Se distribuye por el Atlántico Occidental: sureste de Florida, EE. UU. hasta las Indias Occidentales y Brasil. La longitud total (TL) es de 20 centímetros. Habita en bahías, lagunas y aguas costeras poco profundas.
Está clasificada como una especie marina inofensiva para el ser humano.